# Список президентов Бангладеш

Штандарт президента

Список президентов Бангладеш включает лиц, являвшихся главой государства Народной Республики Бангладеш (бенг. গণপ্রজাতন্ত্রী বাংলাদেশ) после обретения ею независимости в 1971 году, включая президентов Народной Республики Бангладеш (бенг. গণপ্রজাতন্ত্রী বাংলাদেশের রাষ্ট্রপতি) и лиц, замещающих пост президента временно. В настоящее время президент избирается на пятилетний срок Национальной ассамблеей Бангадеш, его положение в системе государственной власти определяет конституция страны, вступившая в силу 16 декабря 1973 года. Официальной резиденцией и главным рабочим местом президента является дворец Бангабхабан (Дом Бенгалии, бенг. বঙ্গভবন) в Дакке.
Применённая в первых столбцах таблиц нумерация является условной. Также условным является использование в первых столбцах цветовой заливки, служащей для упрощения восприятия принадлежности лиц к различным политическим силам без необходимости обращения к столбцу, отражающему партийную принадлежность, независимый статус политика или статус военнослужащего, если вооружённые силы играли самостоятельную политическую роль. В столбце «Выборы» отражены состоявшиеся выборные процедуры либо иные основания получения главой государства полномочий. Приведённые в разделе «Обзор» сведения призваны пояснить особенности политической жизни страны.

## Обзор

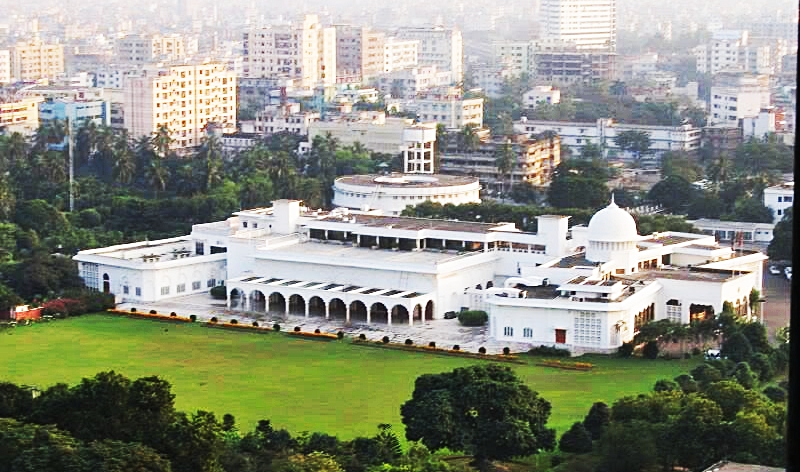
Бангабхабан, резиденция президента

На состоявшихся 7 декабря 1970 года пакистанских парламентских выборах победу одержала Народная лига Восточного Пакистана, выступившая с лозунгом автономии для Восточного Пакистана (бенг. শেখ মুজিবুর রহমান, урду مشرقی پاکستان‎). Их результаты были аннулированы президентом Пакистана Ага Мухаммедом Яхья Ханом, отказавшимся в марте открыть сессию избранного парламента, после чего бенгальский лидер Муджибур Рахман начал кампанию ненасильственного неповиновения, в ходе которой вся гражданская власть в восточной провинции перешла под его контроль. С 16 марта 1971 года в её столице Дакке начались переговоры руководства Пакистана во главе с Яхья Ханом и лидеров Восточного Пакистана во главе с М. Рахманом, в ночь на 25 марта в события вмешались пакистанские войска, начались массовые репрессии, М. Рахман был задержан и отправлен в Западный Пакистан, где предстал перед судом за мятеж и подстрекательство к восстанию. 26 марта была провозглашена независимость Народной Республики Бангладеш, 10 апреля сформировано её временное правительство, действовавшее как правительство в изгнании из Калькутты (Индия, Западная Бенгалия), 17 апреля оно было приведено к присяге во главе с президентом М. Рахманом (заочно), вице-президентом С. Н. Исламом (исполняющим обязанности президента в связи с арестом М. Рахмана) и премьер-министром Т. Ахмедом. В стране началась война за независимость, в которой к декабрю при активной помощи индийских войск сторонники независимости нанесли поражение пакистанской армии, после капитуляции которой 16 декабря 1971 года М. Рахман был освобождён из тюрьмы и через Лондон прибыл в Дакку 10 января 1972 года. 12 января он занял пост премьер-министра, президентом стал А. С. Чоудхури.
Конституция страны была принята Конституционной ассамблеей 4 ноября 1972 года и вступила в силу 16 декабря, избранная 7 марта 1973 года Национальная ассамблея провела 24 января 1974 года непрямые президентские выборы, безальтернативным кандидатом на которых стал М. Мохаммадулла. 25 января 1975 года вступила в силу четвёртая конституционная поправка, вводившая однопартийную систему и преобразовавшая парламентскую республику в президентскую; в силу неё Мохаммадулла подал в отставку, на пост президента был назначен являвшийся премьер-министром М. Рахман. 15 августа 1975 года группа офицеров убила М. Рахмана и большинство членов его семьи; взявший под контроль правительство министр торговли Х. М. Ахмед провозгласил себя президентом, используя военное положение заявил об исключении из конституции норм об однопартийной системе, распустил созданную М. Рахманом 24 февраля единую правящую партию и предоставил убийцам иммунитет от судебного преследования. 3—6 ноября старшие офицеры совершили контрпереворот, отстранив Ахмеда и назначив президентом Главного судью А. С. М. Сайема. После его отставки 21 апреля 1977 года пост президента занял главный администратором по вопросам военного положения и начальник штаба армии Зиаур Рахман, который, получив 30 мая 1977 года поддержку свой политике на референдуме о доверии, основал 1 сентября 1978 года Националистическую партию Бангладеш и был убит 30 мая 1981 года во время визита в Читтагонг в результате массированной атаки армейских сил на его резиденцию. Его вице-президент и преемник Абдус Саттар, выигравший первые прямые выборы, был свергнут в результате переворота, организованного начальником штаба армии Х. М. Эршадом.
После трёхдневного прямого управления страной Х. Эршад как главный администратор по вопросам военного положения назначил президентом гражданское лицо — А. Чоудхури, однако 11 декабря 1983 года был провозглашён президентом сам, получив 21 марта 1985 года поддержку военному правлению на референдуме о доверии. После снятия 1 октября 1985 года запрета на политическую деятельность в качестве лидера основанной им 1 января 1986 года Национальной партии Х. Эршад победил на состоявшихся 15 октября 1986 года выборах. К концу ноября 1990 года в результате волнений были закрыты государственные службы и парализованы крупные города, не получив поддержки армии в подавлении оппозиции, президент был вынужден 6 декабря 1990 года уйти в отставку вместе с правительством, передав власть вице-президенту Шахабуддину Ахмеду, который инициировал отмену парламентом конституционных поправок, установивших систему президентской республики, на последовавших 8 октября 1991 года непрямых выборах победил представитель оппозиции А. Р. Бисвас. В последующем конституционный порядок перехода власти сохранялся, включая исполнение президентских полномочий спикером Национальной ассамблеи в случае досрочной отставки главы государства.

## Список президентов
Курсивом и серым цветом выделены даты начала и окончания, во-первых, замещения вице-президентом Временного правительства Бангладеш Саидом Назрулом Исламом находящегося в заключении президента Муджибура Рахмана (1971—1972 годы) и, во-вторых, замещения вице-президентом Мухаммадом Абдулой Хамидом президента Зиллура Рахмана в период его недееспособности в связи с болезнью (2013 год).
|           | Портрет                                    | Имя (годы жизни)                                                                     | Полномочия      | Полномочия          | Партия                                                               | Выборы                                                                          | Должность                                                                       | Пр.           |
| Начало    | Портрет                                    | Имя (годы жизни)                                                                     | Окончание       |                     | Партия                                                               | Выборы                                                                          | Должность                                                                       | Пр.           |
| --------- | ------------------------------------------ | ------------------------------------------------------------------------------------ | --------------- | ------------------- | -------------------------------------------------------------------- | ------------------------------------------------------------------------------- | ------------------------------------------------------------------------------- | ------------- |
| 1 (I)     |                                            | Бангабандху Шейх Муджибур Рахман (1920—1975) бенг. শেখ মুজিবুর রহমান                      | 17 апреля 1971  | 12 января 1972      | Народная лига Восточного Пакистана                                   | [ комм. 8 ]                                                                     | Президент Народной Республики Бангладеш бенг. গণপ্রজাতন্ত্রী বাংলাদেশের রাষ্ট্রপতি            | [ 16 ] [ 17 ] |
| и. о.     |                                            | Саид Назрул Ислам (1925—175) бенг. সৈয়দ নজরুল ইসলাম                                     | 17 апреля 1971  | 10 января 1972      | Народная лига Восточного Пакистана                                   | [ комм. 9 ]                                                                     | исполняющий обязанности президента Бангладеш бенг. বাংলাদেশের ভারপ্রাপ্ত রাষ্ট্রপতি          | [ 18 ] [ 19 ] |
| 2         |                                            | Абу Сайед Чоудхури (1921—1987) бенг. আবু সাঈদ চৌধুরী                                      | 12 января 1972  | 24 декабря 1973     | Народная лига Восточного Пакистана                                   | [ комм. 11 ]                                                                    | Президент Народной Республики Бангладеш бенг. গণপ্রজাতন্ত্রী বাংলাদেশের রাষ্ট্রপতি            | [ 20 ] [ 21 ] |
| и. о.     |                                            | Мухаммед Мохаммадулла (1921—1999) бенг. মোহাম্মদ মুহম্মদুল্লাহ                               | 24 декабря 1973 | 27 января 1974      | Народная лига Восточного Пакистана                                   | [ комм. 12 ]                                                                    | исполняющий обязанности президента бенг. ভারপ্রাপ্ত সভাপতি                            | [ 22 ] [ 23 ] |
| 3         | 27 января 1974                             | Мухаммед Мохаммадулла (1921—1999) бенг. মোহাম্মদ মুহম্মদুল্লাহ                               | 25 января 1975  | 1974                | Народная лига Восточного Пакистана                                   | Президент Народной Республики Бангладеш бенг. গণপ্রজাতন্ত্রী বাংলাদেশের রাষ্ট্রপতি            |                                                                                 | [ 22 ] [ 23 ] |
| 1 (II)    |                                            | Бангабандху Шейх Муджибур Рахман (1920—1975) бенг. শেখ মুজিবুর রহমান                      | 25 января 1975  | 15 августа 1975     | Народная лига Восточного Пакистана                                   | Президент Народной Республики Бангладеш бенг. গণপ্রজাতন্ত্রী বাংলাদেশের রাষ্ট্রপতি            | [ комм. 15 ]                                                                    | [ 16 ] [ 17 ] |
|           | Народная лига крестьян и рабочих Бангладеш | Бангабандху Шейх Муджибур Рахман (1920—1975) бенг. শেখ মুজিবুর রহমান                      | 25 января 1975  | 15 августа 1975     |                                                                      | Президент Народной Республики Бангладеш бенг. গণপ্রজাতন্ত্রী বাংলাদেশের রাষ্ট্রপতি            | [ комм. 15 ]                                                                    | [ 16 ] [ 17 ] |
| 4         |                                            | Хундакар Муштак Ахмед (1919—1996) бенг. খন্দকার মোশতাক আহমেদ                              | 15 августа 1975 | 6 ноября 1975       | Народная лига Бангладеш                                              | Президент Народной Республики Бангладеш бенг. গণপ্রজাতন্ত্রী বাংলাদেশের রাষ্ট্রপতি            | [ комм. 19 ]                                                                    | [ 24 ] [ 25 ] |
| 5         |                                            | Абу Садат Мухаммед Сайем (1916—1997) бенг. আবু সাদাত মোহাম্মদ সায়েম                          | 6 ноября 1975   | 21 апреля 1977      | независимый                                                          | Президент Народной Республики Бангладеш бенг. গণপ্রজাতন্ত্রী বাংলাদেশের রাষ্ট্রপতি            | [ комм. 21 ]                                                                    | [ 26 ] [ 27 ] |
| 6         |                                            | Зиаур Рахман (1936—1981) бенг. জিয়াউর রহমান                                             | 21 апреля 1977  | 30 мая 1981         | военный                                                              | Президент Народной Республики Бангладеш бенг. গণপ্রজাতন্ত্রী বাংলাদেশের রাষ্ট্রপতি            | [ комм. 23 ]                                                                    | [ 28 ] [ 29 ] |
|           | Националистическая партия Бангладеш        | Зиаур Рахман (1936—1981) бенг. জিয়াউর রহমান                                             | 21 апреля 1977  | 30 мая 1981         |                                                                      | Президент Народной Республики Бангладеш бенг. গণপ্রজাতন্ত্রী বাংলাদেশের রাষ্ট্রপতি            | [ комм. 23 ]                                                                    | [ 28 ] [ 29 ] |
| и. о.     |                                            | Абдус Саттар (1906—1985) бенг. আব্দুস সাত্তার                                             | 30 мая 1981     | 20 ноября 1981      | [ комм. 25 ]                                                         | вице-президент, исполняющий обязанности президента бенг. ভাইস প্রেসিডেন্ট হিসেবে কাজ করছেন | [ 30 ] [ 31 ]                                                                   |               |
| 7         | 20 ноября 1981                             | Абдус Саттар (1906—1985) бенг. আব্দুস সাত্তার                                             | 24 марта 1982   | 1981                | Президент Народной Республики Бангладеш бенг. গণপ্রজাতন্ত্রী বাংলাদেশের রাষ্ট্রপতি |                                                                                 | [ 30 ] [ 31 ]                                                                   |               |
| —         |                                            | Хуссейн Мохаммад Эршад (1930—2019) бенг. হুসেইন মুহাম্মদ এরশাদ                             | 24 марта 1982   | 27 марта 1982       | военный                                                              | [ комм. 28 ]                                                                    | главный администратор по вопросам военного положения бенг. প্রধান সামরিক আইন প্রশাসক  | [ 32 ] [ 33 ] |
| 8         |                                            | Абул Фазал Мохаммад Ахсануддин Чоудхури (1915—2001) бенг. আবুল ফজল মোহাম্মদ আহসানউদ্দিন চৌধুরী | 27 марта 1982   | 11 декабря 1983     | независимый                                                          | [ комм. 30 ]                                                                    | Президент Народной Республики Бангладеш бенг. গণপ্রজাতন্ত্রী বাংলাদেশের রাষ্ট্রপতি            | [ 34 ] [ 35 ] |
| 9 (I—II)  |                                            | Хуссейн Мохаммад Эршад (1930—2019) бенг. হুসেইন মুহাম্মদ এরশাদ                             | 11 декабря 1983 | 15 октября 1986     | военный                                                              | [ комм. 31 ]                                                                    | Президент Народной Республики Бангладеш бенг. গণপ্রজাতন্ত্রী বাংলাদেশের রাষ্ট্রপতি            | [ 32 ] [ 33 ] |
|           | 15 октября 1986                            | Хуссейн Мохаммад Эршад (1930—2019) бенг. হুসেইন মুহাম্মদ এরশাদ                             | 6 декабря 1990  | Национальная партия | 1986                                                                 |                                                                                 | Президент Народной Республики Бангладеш бенг. গণপ্রজাতন্ত্রী বাংলাদেশের রাষ্ট্রপতি            | [ 32 ] [ 33 ] |
| и. о.     |                                            | Шахабуддин Ахмед (1930—2022) бенг. শাহাবুদ্দিন আহমেদ                                       | 6 декабря 1990  | 9 октября 1991      | независимый                                                          | [ комм. 33 ]                                                                    | вице-президент, исполняющий обязанности президента бенг. ভাইস প্রেসিডেন্ট হিসেবে কাজ করছেন | [ 36 ] [ 37 ] |
| 10        |                                            | Абдур Рахман Бисвас (1926—2017) бенг. আব্দুর রহমান বিশ্বাস                                 | 9 октября 1991  | 9 октября 1996      | Националистическая партия Бангладеш                                  | 1991                                                                            | Президент Народной Республики Бангладеш бенг. গণপ্রজাতন্ত্রী বাংলাদেশের রাষ্ট্রপতি            | [ 38 ] [ 39 ] |
| 11        |                                            | Шахабуддин Ахмед (1930—2022) бенг. শাহাবুদ্দিন আহমেদ                                       | 9 октября 1996  | 14 ноября 2001      | независимый                                                          | 1996                                                                            | Президент Народной Республики Бангладеш бенг. গণপ্রজাতন্ত্রী বাংলাদেশের রাষ্ট্রপতি            | [ 36 ] [ 37 ] |
| 12        |                                            | Абдул Касим Мохаммад Бадруддоза Чоудхури (1932—2024) бенг. আবদুল কাসিম মোহাম্মদ বদরুদ্দোজা চৌধুরী | 14 ноября 2001  | 21 июня 2002        | Националистическая партия Бангладеш                                  | 2001                                                                            | Президент Народной Республики Бангладеш бенг. গণপ্রজাতন্ত্রী বাংলাদেশের রাষ্ট্রপতি            | [ 40 ] [ 41 ] |
| и. о.     |                                            | Мухаммад Джамируддин Сиркар (1931—) бенг. মুহম্মদ জমিরুদ্দিন সরকার                          | 21 июня 2002    | 6 сентября 2002     | независимый                                                          | [ комм. 35 ]                                                                    | спикер, исполняющий обязанности президента бенг. স্পিকার প্রেসিডেন্ট হিসেবে কাজ করছেন        | [ 42 ] [ 43 ] |
| 13        |                                            | Яджуддин Ахмед (1931—2012) бенг. ইয়াজউদ্দিন আহম্মেদ                                       | 6 сентября 2002 | 12 февраля 2009     | независимый                                                          | 2002                                                                            | Президент Народной Республики Бангладеш бенг. গণপ্রজাতন্ত্রী বাংলাদেশের রাষ্ট্রপতি            | [ 44 ] [ 45 ] |
| 14        |                                            | Мухаммад Зиллур Рахман (1929—2013) бенг. মোহাম্মদ জিল্লুর রহমান                             | 12 февраля 2009 | 20 марта 2013       | Народная лига Бангладеш                                              | 2009                                                                            | Президент Народной Республики Бангладеш бенг. গণপ্রজাতন্ত্রী বাংলাদেশের রাষ্ট্রপতি            | [ 46 ] [ 47 ] |
| и. о.     |                                            | Мухаммад Абдул Хамид (1944—) бенг. মোহাম্মদ আব্দুল হামিদ                                    | 14 марта 2013   | 20 марта 2013       | Народная лига Бангладеш                                              | [ комм. 37 ]                                                                    | спикер, исполняющий обязанности президента бенг. স্পিকার প্রেসিডেন্ট হিসেবে কাজ করছেন        | [ 48 ] [ 49 ] |
| и. о.     | 20 марта 2013                              | Мухаммад Абдул Хамид (1944—) бенг. মোহাম্মদ আব্দুল হামিদ                                    | 24 апреля 2013  |                     | Народная лига Бангладеш                                              | [ комм. 37 ]                                                                    | спикер, исполняющий обязанности президента бенг. স্পিকার প্রেসিডেন্ট হিসেবে কাজ করছেন        | [ 48 ] [ 49 ] |
| 15 (I—II) | 24 апреля 2013                             | Мухаммад Абдул Хамид (1944—) бенг. মোহাম্মদ আব্দুল হামিদ                                    | 24 апреля 2018  | 2013                | Народная лига Бангладеш                                              | Президент Народной Республики Бангладеш бенг. গণপ্রজাতন্ত্রী বাংলাদেশের রাষ্ট্রপতি            |                                                                                 | [ 48 ] [ 49 ] |
| 15 (I—II) | 24 апреля 2018                             | Мухаммад Абдул Хамид (1944—) бенг. মোহাম্মদ আব্দুল হামিদ                                    | 24 апреля 2023  | 2018                | Народная лига Бангладеш                                              | Президент Народной Республики Бангладеш бенг. গণপ্রজাতন্ত্রী বাংলাদেশের রাষ্ট্রপতি            |                                                                                 | [ 48 ] [ 49 ] |
| 16        |                                            | Мохаммад Шахабуддин Чуппу (1949—) бенг. মোহাম্মদ শাহাবুদ্দিন চুপ্পু                             | 24 апреля 2023  | действующий         | независимый                                                          | Президент Народной Республики Бангладеш бенг. গণপ্রজাতন্ত্রী বাংলাদেশের রাষ্ট্রপতি            | 2023                                                                            | [ 50 ] [ 51 ] |